# Battlefield 1942
Battlefield 1942 (Бојно поље 1942, или скраћено BF1942) је пуцачина из првог лица, коју је развио шведски студио EA Digital Illusions CE и објавио Electronic Arts за Microsoft Windows, а касније игра је објављена и за Mac OS X. BF1942 је прва игра у Battlefield серијалу. Игра има два мода, синглплејер, са 2 кампање (савезничком и сила осовине) и мултиплејер, преко локалне мреже или интернета.
У игри, која је смештена у периоду Другог светског рата, играч бира једну од пет понуђених класа, било на страни савезника или сила осовине, на мапама које су засноване на познатим локацијама или чувеним биткама. Играч може управљати ловцима и бомбардерима из Другог светског рата, пловити капиталним бродовима, подморницама и носачима авиона, управљати приобалном артиљеријом, возити тенкове, оклопне транспортере и џипове или пуцати из противваздухопловног оружја и монтираног митраљеза.
У игри су заступљена сви главни фронтови из Другог светског рата (западни, пацифички, источни, северноафрички и италијански), а од избора саме мапе, зависи и избор армије коју играч може да изабере на почетку партије (нпр. ако је изабрана Курска битка играч може да буде на страни Совјета или Немаца, а у случају битке за Гвадалканал избор је између САД и Јапана).

## Начини игре
У основном Conquest режиму игра функционише на систему улазница (eng. tickets). Свака од две стране, на почетку рунде добија одређени број улазница (који зависи од врсте мапе, да ли се ради о страни која напада или брани...). Број улазница се временом постепено смањује, а брзина опадања количине улазница зависи од броја „контролних тачака” које сваки од тимова контролише. У основи ако један тим контролише мањи број тачака, брже губи улазнице. Поред тога, број улазница супротног тима смањујете и убијањем противника. Рунда се завршава када један тим остане без улазница. 
Поред овог постоје и CTF, team deathmatch i co-op мод за играње.
Играчима је на располагању пет класа: извиђач, јуришник, против-тенкиста, болничар и инжињер. На почетку рунде играч бира место одакле ће почети игру (неку од „контролних тачака” коју његов тим контролише) и класу коју ће играти. Након сваког губитка живота, играч може изабрати ново место оживљавања, а тада може да промени и класу. Свака класа има своје предности и мане. 
Играчу је на располагању 16 мапа и 5 нација (САД, Велика Британија и Совјетски Савез на страни савезника и Немачка и Јапан на страни сила осовине), као и 35 возила, летелица, бродова и подморница које играч може да контролише.

## Додаци
За игру су објављена и два додатка: The Road To Rome (који се фокусирао на кампању у Италији и додао је 6 нових мапа, нова возила и летелице, као и две нове нације) и Secret Weapons of WWII (додата су експериментална оружја, 8 нових мапа, 2 нове факције, као и нови режим за играње).
На десетогодишњицу од издавања игре BF1942 је постао бесплатан за преузимање преко Ориџин платформе.